# Quemigny-sur-Seine
Quemigny-sur-Seine é uma comuna francesa na região administrativa da Borgonha-Franco-Condado, no departamento de Côte-d'Or. Estende-se por uma área de 22,67 km². Em 2010 a comuna tinha 106 habitantes (densidade: 4,7 hab./km²).